# Propiofenon
Propiofenon (někdy také benzoylethan nebo BzEt) je arylketon. Jedná se o bezbarvou, sladce vonící kapalinu, která je nerozpustná ve vodě, ale mísitelná s organickými rozpouštědly. Používá se při přípravě jiných sloučenin.

## Příprava
Propiofenon lze připravit Friedelovou-Craftsovou reakcí propionylchloridu a benzenu. Připravuje se také komerčně ketonovou dekarboxylací kyseliny benzoové a propionové nad octanem vápenatým a oxidem hlinitým při 450–550 °C:
C6H5CO2H + CH3CH2CO2H → C6H5C(O)CH2CH3 + CO2 + H2O
Ludwig Claisen zjistil, že α-methoxystyren tvoří tuto sloučeninu při hodinovém zahřívání při 300 °C (výtěžek 65 %).

## Použití

Fenmetrazin, odvozený od propiofenonu, je látka potlačující chuť k jídlu.

Je meziproduktem při syntéze léčiv a organických sloučenin. Lze jej také použít při syntéze arylalkenů, jako jsou fenylpropanoidy. Díky květinové vůni je propiofenon součástí některých parfémů.